# أكرم حسون
أكرم حسون (العبرية: אכרם חסון), (2 من يوليو1959) هو عضو كنيست عن حزب امل جديد الإسرائيلي بقيادة جدعون ساعر، وهو سياسيّ درزيّ - إسرائيليّ، شغل في الماضي منصب رئيس «كليّة الكرمل» ورئيس بلديّة مدينة «الكرمل».

## سيرته
نشأ في قرية دالية الكرمل الفلسطينية في أراضي ٤٨ الواقعة اعالي جبل الكرمل قرب حيفا، درس حسون في مدرسة «سنت جوزيف» الثانويّة في دالية الكرمل، خدم في الجيش الإسرائيليّ وسُرٍّح منه العام 1981، انتقل إلى الدراسة في معهد «وينغايت» (Wingate) وجامعة حيفا، حصل حسون على شهادة البكالوريوس في التربية سنة 1996 وفي السنة التالية حصّل على شهادة الماجستير في إدارة الأعمال والإدارة التربويّة، في سنة 2002 حصّل على شهادة الدكتوراه.
ألّف حسون حتّى اليوم أربعة كتب في بحث التراث الدرزيّ في إسرائيل، وقد نشر عشرات المقالات في هذا الموضوع.
يسكن حسون في دالية الكرمل. هو متزوّج وعنده خمسة أولاد وثلاثة أحفاد.

## عمله السياسي
بدأ حسون نشاطه الاجتماعي والسياسيّ خلال شبايه وعمله في المجال الجماهيري، في المجال التربوي والرياضي والشبابي. في العام 1983 عمل كمدرس في المدرسة الثّانويّة المدنيّة وفي إدارة السجون الإسرائيليّة، في سنة 1986، عيِّن مديرًا للمركز الجماهريّ في بلده. في نفس السنة انضمّ إلى صفوف حزب «الليكود» اليميني، الذي خدم في صفوفه خلال 22 عام. العام 1989 عيِّن حسون لأوّل مرة نائًبا في المجلس الإقليميّ. حتّى سنة 1998 اشغل منصب نائب وقائم مقام رئيس المجلس الإقليمي.
إضافة إلى ذلك كان عضوًا في المجلس القوميّ للرياضة (بين السنوات 1993-1998)، رئيسَ «دار الأديب الدرزيّ في إسرائيل» (بين السنوات 1998-2003)، قائمَ مقام رئيس اللجنة الوطنيّة لمكافحة حوادث الطرق (بين السنوات 1995-2002) وعضوَ إدارة قسم الحضارة في وزارة التربية الإسرائيليّة.
في سنة 1999 كان من مؤسّسو «كلية الكرمل» وكان رئيسها الأوّل. كان حسون في سنة 2003 أوّلرئيس بلديّة ل «مدينة الكرمل» (هي اتّحاد المدينتين دالية الكرمل وعسفيا إلى مدينة واحدة من خلال إصلاح أصلحته وزارة الداخليّة سنة 2003). أتمّ حسون فترة كاملة ذات خمس سنوات، كان خلالها غضوَ لجنة التخطيط والبناء في منطقة حيفا، وانتخب نائبَ رئيس المركز الحكم الإقليميّ. في السنة 2005 عيًّن عضوَ اللجنة لفحص تغيير نسق الحكم في إسرائيل.
في سنة 2005 ترك حسون حزب «الليكود» وانضمّ إلى الحزب الجديد أقامه رئيس الوزراء أريئيل شارون، حزب «كاديما». انتخب حسون عضوًا للكنيسنت الثامنة عشرة وهو في المكانة الخامسة والثلاثين في قائمة «كاديما». بعد وفاة عضو الكنيست غيدعون عزرا في ال-17 من مايو سنة 2012 حلّف حسون عضوًا عاديّا للكنيست. من خلال دوره يكون حسون، بين أمور أخرى، عضوًا في اللجنة لشؤون مراقبة الدولة وعضوًا في الضغط السياسيّ للأمن الاجتماعيّ.

## في حزب «كلنا»
في انتخابات عام 2015 انضم إلى حزب كولانو الجديد بقيادة موشيه كحلون، وانتخب في القائمة في المكان ال 12. في الكنيست العشرين حسون هو رئيس اللجنة الفرعية لدراسة القضايا المتعلقة بالتخطيط والبيئة في خليج حيفا، وعضو في لجنة الداخلية وحماية البيئة، وفي اللجنة الخاصة للعدالة التوزيعية والمساواة الاجتماعية وعضو في جماعة الضغط للرقابة على السكن المحمي وحماية المسنين. 